# George Selden
Pour les articles homonymes, voir Selden.
Œuvres principales
- Un grillon dans le métro (1960)

George Selden Thompson (né le 14 mai 1929 à Hartford au Connecticut et mort le 5 décembre 1989 à Greenwich Village, New York)  est un romancier américain.

## Biographie
George Selden Thompson est né à Hartford (Connecticut) en 1929. Il fréquente l'université Yale où il reçoit un baccalauréat universitaire ès lettres en 1951. Il fréquente aussi pendant trois étés l'université Columbia.
Il est surtout connu pour ses romans autour du personnage de Chester le criquet et de ses amis, Tucker la souris et Harry le chat. Ces romans sont illustrés par Garth Williams. Le premier de ces romans a été nommé Newbery Honor Book en 1961. Il a été adapté en dessin animé par Chuck Jones en 1973.
En 1974, il publie sous le pseudonyme de Terry Andrews The Story of Harold. Ce roman raconte la vie d'un auteur bisexuel de littérature d'enfance et de jeunesse, et reflète l'atmosphère de libération sexuelle de l'époque. 
Résident de Greenwich Village (New York), il y meurt à l'âge de soixante ans d'une hémorragie digestive.

## Œuvre parue en France
- Un grillon à New York (The Cricket in Times Square, 1960), Bibliothèque internationale (Nathan)  (ISBN 2-09-289682-2)
  - Un grillon dans le métro, Gallimard jeunesse Folio Cadet, 2003  (ISBN 2-07-053779-X)
- Un grillon à la campagne (Tucker's Countryside, 1969), Bibliothèque internationale (Nathan)  (ISBN 2-09-289695-4)
- L'Esclave du tapis (The Genie of Sutton Place, 1972), illustré par Victor de la Fuente, F. Nathan Arc-en-poche, 1981  (ISBN 2-09-283405-3)
- Chat et souris (Harry Kitten and Tucker Mouse, 1986), Nathan Arc-en-poche, 1989  (ISBN 2-09-204129-0)
  - Harry le chat et Tucker la souris, Gallimard jeunesse Folio cadet, 2003  (ISBN 2-07-053777-3)